# 가모정 (도쿠시마현 미요시군)
가모정(加茂町)은 도쿠시마현 미요시군에 설치된 정이다. 